# Mitică Pricop
Mitică Pricop (Costanza, 25 ottobre 1977) è un canoista rumeno.
Insieme a Florin Popescu ha vinto una medaglia d'oro nel C2 1000 m e una di bronzo nel C2 500 m alle Olimpiadi di Sydney 2000.

## Palmarès
- Olimpiadi

Sydney 2000: oro nel C2 1000m, bronzo nel C2 500m.
- Mondiali

1999: argento nel C4 500m e C4 1000m, bronzo nel C4 200m.
2002: oro nel C4 500m.
2003: oro nel C4 500m e bronzo nel C4 200m.
- Campionati europei di canoa/kayak sprint

Zagabria 1999: argento nel C2 200m, C4 200m, C4 500m e C4 1000m.
Milano 2001: oro nel C2 500m e nel C2 1000m, argento nel C4 200m.
Seghedino 2002: argento nel C4 1000m.
Poznań 2004: argento nel C4 1000m.